# Leporinus enyae
Leporinus enyae é uma espécie de peixe Leporinus descoberta em 2017 na área de drenagem do rio Orinoco. Foi nomeado em homenagem à cantora irlandesa Enya, cujo grande hit musical "Orinoco Flow" trata do rio Orinoco, entre outros.